# Джон Ървинг
Джон Ървинг (на английски: John Irving) е американски преподавател, сценарист и писател на бестселъри в жанра драма и съвременен роман.

## Биография и творчество
Джон Уолъс Блънт-младши е роден на 2 март 1942 г. в Ексътър, Ню Хампшър, САЩ, в семейството на военния пилот и писател Джон Блънт и Хелън Уинслоу. Името му е променено на Джон Уинслоу Ървинг, когато майка му се омъжва повторно през 1948 г. за преподавателя по история Колин Ървинг от Академията „Филипс Ексътър“.
Учи в Питсбъргския университет в периода 1961-1962 г. Завършва с отличие Университета на Ню Хампшър в Ексътър с бакалавърска степен по английски език, и с магистърска степен Университета на Айова. В университета в Айова завършва курсове по творческо писане, като преподавател му е бил Кърт Вонегът. В периода 1963-1964 г. учи в Института за европейски изследвания, във Виена, Австрия.
Като студент е капитан на отбора по борба на Ексътър, която си дейност продължава през целия си живот. Участва на състезания и е треньор по борба докато навършва 47 г. През 1992 г. е приет в Националната зала на славата по борба в Стилуотър, Оклахома.
След дипломирането си работи като преподавател в университета в Ексътър, а в периода 1967-1972 г. е преподавател по английски език в колежа „Маунт Холиок“ в Саут Хадли, Масачузетс. През 2004 г. преподава творческо писане в колежа „Уиндъм“ и в Университета на Айова.
Първата му книга „Setting Free the Bears“ (Освобождаването на мечките) е публикувана през 1968 г.
Големият му успех идва с издаването през 1978 г. на романа „Светът според Гарп“, който става международен бестселър и е номиниран за „Пулицър“. Романът е екранизиран през 1982 г. в едноименния филм с участието на Робин Уилямс и Глен Клоуз, а и самият писател има епизодична роля като рефер по борба. След издаването на романа Ървинг се посвещава основно на писателската си кариера.
Романът му „The Cider House Rules“, публикуван през 1985 г. е екранизиран през 1999 г. във филма „Правилата на дома“ с участието на Тоби Магуайър, Чарлийз Терон и Майкъл Кейн. Той пише и филмовата адаптация, за която получава наградата „Оскар“ за най-добре адаптиран сценарий.
През 1998 г. е издаден романа му „Вдовица за една година“, който е екранизиран в много успешния филм „Вратата в пода“ през 2004 г. с участието на Джеф Бриджис, Ким Бейсинджър и Джон Фостър.
Произведенията на писателя често са в списъците на бестселърите, като 10 от тях са международни бестселъри. Преведени са на 35 езика по света.
През 1964 г. се жени за Шийла Лиъри, художничка и фотографка, която среща през 1963 г. в Харвард по време на летен курс по немски език. Имат двама синове – Колин и Брендън. Развеждат се през 1980 г. През 1987 г. се жени за Джанет Търнбул, негова издателка в „Бантам“ и впоследствие литературен агент.
През 2007 г. е диагностициран с рак на простата и претърпява сериозна операция, но се възстановява.
Джон Ървинг живее със семейството си в Върмонт, Торонто, и в Пойнт о Барил, Онтарио.

## Произведения

### Самостоятелни романи
- Setting Free the Bears (1968)
- The Water-Method Man (1972)
- The 158-Pound Marriage (1974)
- The World According to Garp (1978)
Светът според Гарп, изд.: „Парадокс“ София (1997), прев. Еленко Касалийски
- The Hotel New Hampshire (1981)
- The Cider House Rules (1985)
- A Prayer for Owen Meany (1989)
- A Son of the Circus (1994)
- A Widow for One Year (1998)
Вдовица за една година, изд.: „Обсидиан“ София (1999), прев. Здравка Славянова
- The Fourth Hand (2001)
Четвъртата ръка, изд.: „Обсидиан“ София (2002), прев. Зорница Христова
- Until I Find You (2005)
- Last Night in Twisted River (2009)
- In One Person (2012)

### Сборници
- Trying to Save Piggy Sneed (1993)

### Документалистика
- The Imaginary Girlfriend: A Memoir (1996)
- My Movie Business: A Memoir (1999)

### Екранизации
- The World According to Garp (1982) – участва и като актьор
- The Hotel New Hampshire (1984)
- Simon Birch (1998) – по „A Prayer For Owen Meany“
- Правилата на дома, The Cider House Rules (1999) – награда „Оскар“ за най-добре адаптиран сценарий
- Вратата в пода, The Door in the Floor (2004) – по „Вдовица за една година“

### Книги за Джон Ървинг
- Understanding John Irving (1991) – от Едуард C. Райли
- John Irving: a Critical Companion (1998) – от Джоузи П. Кембъл
- John Irving (Modern Critical Views) (2000) – от Харолд Блум